# Estádio Kâzım Karabekir
O Estádio Kâzım Karabekir (em turco, Kâzım Karabekir Stadyumu) é um estádio multiuso localizado na cidade de Erzurum, na Turquia. Inaugurado em 1968 como Cemal Gürsel Stadyumu, ao longo do tempo, o estádio passou por reformas em 1999 que ampliaram consideravelmente sua capacidade máxima para 16 700 espectadores. No entanto, para servir como sede das cerimônias de abertura e de encerramento da Universíada de Inverno de 2011, disputada em Erzurum, o estádio passou por uma completa remodelação, alcançando a capacidade máxima atual de 23 277 espectadores.
É atualmente o local onde o Erzurumspor manda seus jogos oficiais por competições nacionais.

## Histórico
Inaugurado oficialmente em 1968, o estádio passou por reformas em 1999 que introduziram um novo sistema de iluminação composto por 4 grandes painéis de luz localizados no alto de 4 torres localizadas em sua área externa e expandiram sua capacidade máxima para 17.600 espectadores. As poltronas do estádio são equipadas nas cores azul e branco, que são justamente as cores oficiais do clube da cidade, o Erzurumspor.
Com a escolha de Erzurum para sediar a Universíada de Inverno de 2011, o estádio passou por uma completa remodelação, projetada pelos renomados arquitetos turcos Bahadır Kul e Alper Aksoy, adquirindo um ar moderno. Construções localizadas nos arredores do estádio foram demolidas, o que permitiu expandir a capacidade máxima para os atuais 23 277 espectadores. Todas as arquibancadas do estádio são cobertas, protegendo o público de intempéries do clima local, havendo inclusive um moderno sistema de aquecimento instalado na cobertura do estádio. O estádio atende atualmente as principais exigências da Federação Turca de Futebol, da UEFA e da FIFA, estando apto a receber partidas de competições nacionais e continentais.

## Partidas Importantes

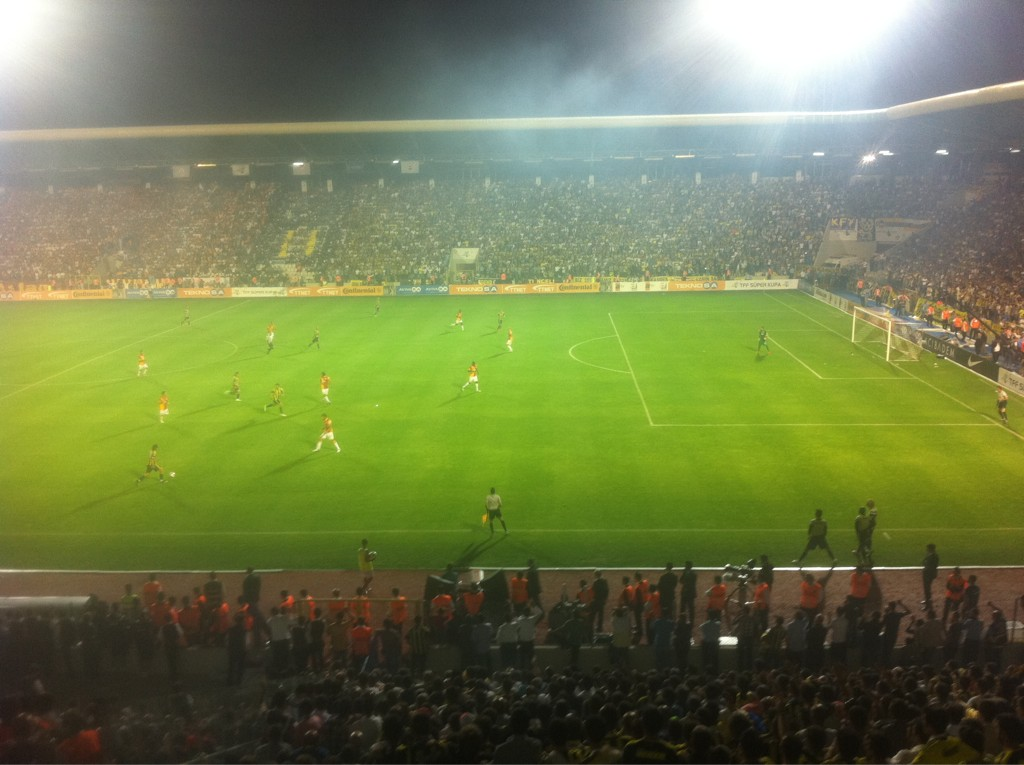
Galatasaray e Fenerbahçe em confronto válido pela Supercopa da Turquia.

O estádio foi escolhido pela Federação Turca de Futebol para sediar a Supercopa da Turquia de 2012 disputada entre os gigantes Galatasaray (vencedor da Süper Lig de 2011–12) e Fenerbahçe (vencedor da Copa da Turquia de 2011–12), que terminou com a vitória do primeiro por 3–2.